# Saint Andrews (Nouvelle-Zélande)
St Andrews est une petite localité du sud de la région de Canterbury située dans l’est de l’Île du Sud de la Nouvelle-Zélande.

## Situation
Elle est située sur le trajet de la State Highway 1/S H 1 à 5 kilomètres au sud de la ville de Pareora et à 17 kilomètres au sud de la ville de Timaru. 

## Population
En 2006, sa population était de 174 habitants lors du recensement de 2006 en Nouvelle-Zélande (en).

## Accès
Elle fut reliée à la cité de Timaru par le chemin de fer en 1876, et grossit après la subdivision du domaine de la «Pareora Run». 

## Activité économique
Elle est restée une ville de service rurale .